# جرس سفينة

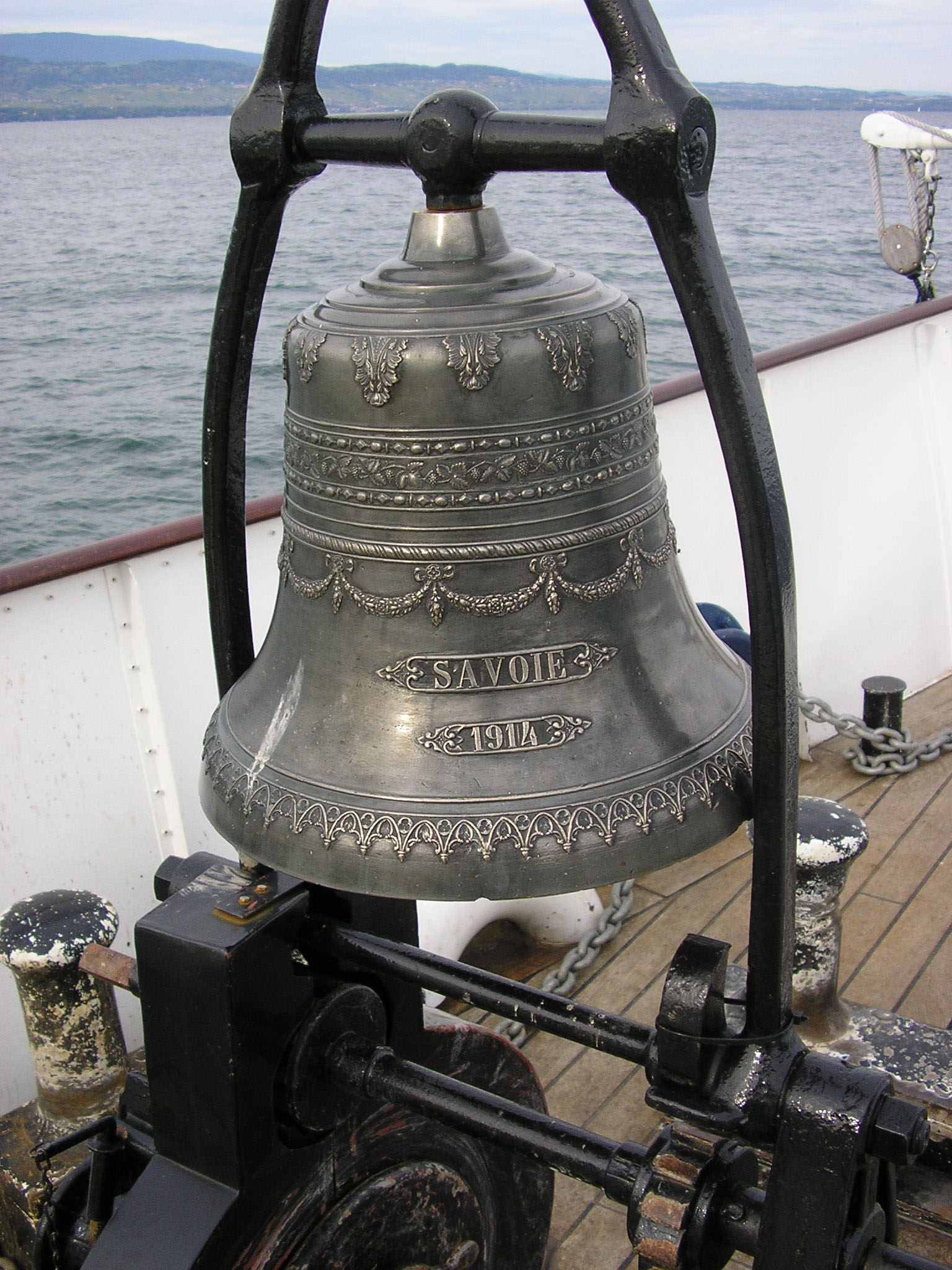
جرس سفينة

جرس سفينة أداة موسيقية ذات صوت رنان. وتستخدم أيضًا أجراس السفينة للسلامة في الظروف السديمية.